# Малки жени
„Малки жени“ (на английски: Little Women) е роман на американската писателка Луиза Мей Олкът, първоначално публикуван в два тома през 1868 и 1869 г. Историята проследява живота на четирите сестри от семейство Марч – Мег, Джо, Бет и Ейми – и описва подробно преминаването им от детството към женствеността. Донякъде базиран на живота на авторката и нейните три сестри, :с. 202 романът е класифициран като автобиографичен или полуавтобиографичен.:с. 12
„Малки жени“ постигна незабавен комерсиален и критичен успех и читателите са нетърпеливи да научат повече за главните героини. Олкът бързо пише продължение – „Добри съпруги“, което също е посрещнато положително. Двата тома са издадени през 1880 г. като един роман, озаглавен „Малки жени“. Впоследствие Олкът пише още две продължения на историята на сестрите Марч: „Малки мъже“ (1871) и „Момчетата на Джо“ (1886).
Книгата е преведена на много езици, често е адаптирана за сцена и екран.

## История
През 1868 г. издателят на Олкът, Томас Найлс, ѝ препоръчва да напише роман за момичета, който очаква да има широка популярност.:с. 2 Олкът се съпротивлява, предпочитайки вместо това да публикува сборник с разкази. Найлс обаче, подкрепен от бащата на Олкът – Амос Бронсън Олкът – настоява тя да напише първо книгата за момичетата.:с. 207Луиза доверява на приятел: „Не бих могла да напиша история за момичета, тъй като знам малко за други момичета освен за сестрите си и винаги съм предпочитала момчетата“.
През май 1868 г. Олкът пише в дневника си: „Найлс, партньор на Робъртс, ме помоли да напиша книга за момичета. Казах, че ще опитам.“:с. 36 По-късно тя си спомня, че не е смятала, че може да напише успешна книга за момичета и не ѝ е харесало да я пише.:с. 335-
До юни 1868 г. Олкът изпраща първата дузина глави на Найлс и двамата се съгласяват, че са скучни. Но племенницата на Найлс, Лили Алми, ги прочита и казва, че са й харесали.:с. 335–336 Завършеният ръкопис е показан на няколко момичета, които се съгласяват, че е „прекрасен“. Олкът пише, „те са най-добрите критици, така че определено трябва да съм доволна.“ :с. 37 Тя отбелязва в дневника си, че „Малки жени“ е написан „за рекордно време и за пари“, :196x2 но незабавният успех на книгата изненадва както нея, така и нейния издател.

## Заглавие и теми
Според литературната критичка Сара Елбърт, Олкът използва фразата „малки жени“ като препратка към Дикенсовото творчество; според Дикенс това е периодът в живота на една жена, когато детството и юношеството се „припокриват“ с превръщането ѝ в млада жена. Всяка от героините има мъчително преживяване, което предупреждава тях и читателя, че „детската невинност“ е в миналото.
Елбърт счита, че романът разглежда три основни теми: „домашния живот, работата и истинската любов, всички те взаимозависими и всяка необходима за постигането на индивидуалната идентичност на своята героиня“.:с. 200Според Елбърт Олкът създава нова форма на литература, която взема елементи от романтичната детска литература и от сантименталните романи, комбинирайки ги в напълно нов жанр.:с. 199

## Сюжет
Внимание:  Текстът по-долу разкрива сюжета на произведението (или части от него)!

### Първа част
Мег, Джо, Бет и Ейми Марч, и тяхната майка, която наричат Марми, живеят в нов квартал (базиран на Конкорд) в Масачузетс като обедняло благородническо семейство. След като е загубил всичките си пари, баща им служи като свещеник в армията на Конфедерацията в Американската гражданска война, далеч от дома. Майката и дъщерите посрещат първата си Коледа без него. Марми моли момичетата да дадат коледната си закуска на обедняло семейство и цялото семейство отива в града, натоварени с кошници, за да нахранят гладните деца. Когато се връщат, те откриват, че техният богат възрастен съсед, г-н Лорънс, им е изпратил разкошна вечеря, за да компенсира закуската им. След тези добрини двете семейства се запознават.
Мег и Джо трябва да работят, за да издържат семейството: Мег обучава семейство с четири деца, което живее наблизо; Джо помага на възрастната си пралеля Марч, богата вдовица, живееща в имение в Плъмфийлд. Бет, която е твърде плаха за училище, е доволна да остане вкъщи и да помага в домакинската работа, а Ейми още ходи на училище. Мег е красива и традиционалистка, Джо пише и има буен темперамент, Бет е миротворец и пианистка, а Ейми е художничка, която копнее за елегантност и изискано общество. Сестрите се стремят да помогнат на семейството си и да подобрят характерите си, тъй като Мег е суетна, Джо е избухлива, Бет е осакатяващо срамежлива, а Ейми е материалистка. Лори, осиротелият внук на г-н Лорънс, става близък приятел със сестрите, особено с Джо.
До семейството достига слух, че г-н Марч е болен от пневмония и Марми заминава за Вашингтон да се грижи за него. Г-н Лорънс ѝ предлага да я придружи, но тя отказва, знаейки, че пътуването би било неудобно за стареца. Вместо това г-н Лорънс изпраща Джон Брук, младият учител на Лори, по задачи във Вашингтон и му възлага да помага на семейство Марч. Докато е във Вашингтон, Брук признава на родителите на Мег, че е влюбен в дъщеря им. Те са доволни, но смятат, че Мег е твърде млада, за да се омъжи, така че Брук се съгласява да изчака.
Докато Марми е във Вашингтон, Бет се разболява от скарлатина, след като прекарва време с бедно семейство, където три деца умират. Като предпазна мярка Ейми е изпратена да живее при леля Марч и замества Джо като неин спътник и помощник. Джо, която вече е карала скарлатина, се грижи за Бет. След много дни на боледуване Бет се възстановява, но никога не възвръща напълно здравето и енергията си.
Докато Брук чака Мег да навърши пълнолетие, за да се омъжи, той се присъединява към армията и служи във войната. След като е ранен, той се прибира и започва да си търси работа, за да може да купи къща, в която да живеят с Мег след брака. Лори отива в колеж. На Коледа бащата на момичетата се завръща у дома.

### Втора част
Три години по-късно Мег и Джон се женят и работят, докато се приспособяват към семейния живот. Раждат им се близнаци. Лори завършва колеж и се справя добре през последната си година, насърчаван от Джо. Пралеля Марч избира Ейми за своя придружителка на пътуване из Европа. Здравето на Бет е слабо, поради усложнения от скарлатината.
Джо усеща, че Лори е влюбен в нея. Търсейки приключение и надявайки се дистанцията да помогне на Лори да преодолее чувствата си, Джо заминава за Ню Йорк. Там тя прекарва шест месеца с приятелка на майка си, която управлява пансион, и работи като гувернантка на двете ѝ деца. Джо взема уроци по немски от друг пансионер, професор Фридрих Бер. Той е дошъл от Берлин, за да се грижи за осиротелите синове на сестра си. За да спечели допълнително средства Джо анонимно пише непристойни любовни истории за сензационни вестници. Подозирайки нейната тайна, Фридрих споменава, че подобно писане е безпринципно и долно, което убеждава Джо да се откаже от този литературен жанр. Когато времето на Джо в Ню Йорк приключва, тя не знае, че Фридрих е влюбен в нея. Джо се завръща в Масачузетс, където Лори ѝ предлага брак, но тя отказва.
Лори заминава за Европа с дядо си, за да лекува от разбитото си сърце. У дома скарлатината на Бет я е отслабила завинаги и Джо се отдава на грижите за умиращата си сестра. Лори среща Ейми в Европа и бавно се влюбва в нея, виждайки я в нова светлина. Тя не е впечатлена от неговото безцелно, празно и отпуснато отношение към живота, откакто е отхвърлен от Джо, и го вдъхновява да намери целта и да направи нещо стойностно със себе си. Новината за смъртта на Бет ги събира и сближава. Ейми и Лори се женят преди да напуснат Европа.
Фридрих, който е в Масачузетс по работа, посещава семейство Марч всеки ден в продължение на две седмици. В последния си ден той предлага брак на Джо, която разбира, че го обича и двамата се сгодяват. Тъй като Фридрих е беден, той първо трябва да си осигури добри доходи и заминава на запад, за да преподава. Минава една година без особен успех. По-късно леля Марч умира и оставя голямото си имение Плъмфийлд на Джо. Тя се омъжва за Фридрих и превръща къщата в училище за момчета. Те имат двама сина, а Ейми и Лори имат дъщеря. Романът завършва със семейно празненство по повод 60-ия рожден ден на Марми по време на беритбата на ябълки.

## Прием
„Малки жени“ е добре приет още при първото си публикуване. Според Гилбърт Честъртън с „Малки жени“ Олкът е изпреварила появата на литературния реализъм с двадесет или тридесет години. Според критичката от XXI век Барбара Сихерман през XIX век е имало „недостиг на модели за нетрадиционна женственост“, което е накарало повече жени да търсят такива в литературата. :с. 2 Една от причините, поради които романът става толкова популярен, е че жени от различни социални прослойки и различен национален произход се идентифицират с главните героини. :с. 3–4
По това време младите момичета възприемат бракът като своя крайна житейска цел. След публикуването на първия том много момичета пишат Олкът, питайки я „за кого се женят малките жени“. :с. 21 Литературната изследователка Барбара Сайхърман казва, че краят, който Олкът лично характеризира като „незадоволителен“, служи, за да запази историята жива, сякаш читателят може да открие, че при различен прочит тя може да завърши по различен начин.:с. 21 Ан Е. Бойд твърди, че при писането на „Малки жени“ Олкът особено се е съпротивлява на конвенционалния брачен сюжет. Тя не иска Джо да приеме ръката на Лори; по-скоро, когато Джо се омъжва, нейният избор е по-нетрадиционен мъж. Според Сайхърман, Олкът използва Фридрих, за да „подкопае юношеските романтични идеали“, защото той е много по-възрастен и изглежда неподходящ за Джо. :с. 21 Въпреки това, героят е частично базиран на по-възрастни мъже, към които самата Олкът изпитва привличане, като Хенри Дейвид Торо и Ралф Уолдо Емерсън, или на които се възхищава, като немските писатели Чарлз Фолен и Йохан Волфганг фон Гьоте. По-конкретно, Олкът смята Гьоте за свой „главен идол“ от деня, в който Емерсън я запознава с неговото творчество и ѝ връчва копие от „Вилхелм Майстер“. Бер е също така олицетворение на благоговението на Олкът към германската култура.

## Адаптации

### За сцена
- Мариан де Форест адаптира „Малки жени“ за Бродуей през 1912 г. с Мари Пейви в ролята на Джо.[23] Лондонската продукция от 1919 г. превръща Катрин Корнел, която играе ролята на Джо, в звезда.[24]
- Романът е адаптиран в едноименен мюзикъл по сценарий на Алън Ний, текст на Минди Дикщайн и музика на Джейсън Хауланд. Мюзикълът дебютира на Бродуей в театър „Вирджиния“ на 23 януари 2005 г. и закрива на 22 май 2005 г. след 137 представления. Продукцията е поставена и в Сидни, Австралия през 2008 г.[25]
- Елинор Еверест Фриър адаптира „Малки жени“ като опера, като пише музиката и либретото.[26] Операта на Фриър, двуактна творба на английски език, дебютира в Чикаго на 2 април 1934 г.[27]
- През 1998 г. Гранд операта на Хюстън поръчва и поставя на сцена „Малки жени“. Операта е излъчена по телевизията от PBS през 2001 г. и след премиерата си е поставяна и от други опери.[28]

### За екран
„Малки жени“ е адаптиран като филм седем пъти:
- Първата адаптация е ням филм от 1917 г., режисиран от Александър Бътлър, в който участват Дейзи Бърел като Ейми, Мери Линкълн като Мег, Руби Милър като Джо и Мюриел Майерс като Бет. Филмът се счита за изгубен.[29]
- Друга няма филмова адаптация излиза през 1918 г., режисирана от Харли Ноулс. В него участват Изабел Ламон като Мег, Дороти Бърнард като Джо, Лилиан Хол като Бет и Флорънс Флин като Ейми. И този филм се смята за изгубен.[30]
- Джордж Кюкор режисира първата озвучена адаптация на „Малки жени“, с участието на Катрин Хепбърн като Джо, Джоан Бенет като Ейми, Франсис Ди като Мег и Джийн Паркър като Бет. Филмът излиза през 1933 г.[31] Хепбърн получава много високи оценки за ролята си.[32]
- В първата цветна адаптация от 1949 г., режисирана от Мървин Лерой, участват Джун Алисън като Джо, Маргарет О'Брайън като Бет, Елизабет Тейлър като Ейми и Джанет Лий като Мег. Филмът получава две номинации за награда „Оскар“ – за най-добра операторска работа и най-добра художествена режисура/постановка, като във втората категория печели отличието.[33]
- Джилиан Армстронг режисира адаптация от 1994 г. с участието на Уинона Райдър като Джо, Трини Алварадо като Мег, Саманта Матис и Кирстен Дънст като Ейми, Клеър Дейнс като Бет, Крисчън Бейл като Лори и Сюзън Сарандън като Марми. Филмът получава три номинации за „Оскар“, включително за най-добра актриса за Райдър.[34]
- Съвременна филмова адаптация[35] излиза през 2018 г. по повод 150-ата годишнина на романа.[36] Режисиьор е Клеър Нидерпрюм, а в ролите са Сара Дейвънпорт като Джо, Али Дженингс като Бет, Мелани Стоун като Мег и Елиз Джоунс и Тейлър Мърфи като Ейми.[36]
- Сценаристът и режисьор Грета Геруиг прави своя адаптация на романа през 2019 г. Във главните роли са Сърша Ронан като Джо, Ема Уотсън като Мег, Флорънс Пю като Ейми, Лора Дърн като Марми, Мерил Стрийп като леля Марч, Елиза Сканлан като Бет и Тимъти Шаламе като Лори. Филмът получава шест номинации за „Оскар“, включително за най-добър филм.[37]

„Малки жени“ е адаптиран в сериал четири пъти от BBC: през 1950 г. (когато е показван на живо), през 1958 г., през 1970 г. и през 2017 г. Разработването на сериала от 3 епизода от 2017 г. е подкрепено от PBS и е излъчено като част от антологията на PBS Masterpiece през 2018 г.
Universal Television продуцира минисериал от две части, базиран на романа, който е излъчен по NBC през 1978 г., последван от минисериал през 1979 г.
През 80-те години на ХХ век са направени множество аниме адаптации. Всички аниме сериали са дублирани на английски и показани по американската телевизия.

## В България
В България романът „Малки жени“ е превеждан и издаван шест пъти:
- през 1992 г. в превод на Силвия Ненкова, изд. „Славчо Николов и сие“, Шумен. ISBN 954-8060-19-1[39]
- през 1997 г. в превод на Правда Игнатова, изд. „Пан“, София. ISBN 954-657-109-1[40]
- през 2006 г. в превод на Правда Игнатова, Книгоиздателска къща „Труд“, София. ISBN 978-954-528-604-9[41]
- през 2018 г. в превод на Силвия Желева, изд. „Хеликон“, Бургас. ISBN 978-954-2984-34-4[42]
- през 2020 г. в превод на Евелина Пенева, изд. „Сиела“, София. ISBN 978-954-28-3239-3[43]

- през 2022 г. в превод на Емил Минчев, изд. „Хеликон“, Бургас. ISBN 978-619-2510-88-6[44]